# Сущенко Андрій Севастянович
Андрій Севастянович Сущенко (2 липня 1929, с. Кутелів Хутір, нині — с. Кутелів, Обухівського району, Київської області — ?) — український радянський партійний діяч, 2-й секретар Київського обкому КПУ. Член Ревізійної Комісії КПУ у 1976—1981 роках. Голова Ревізійної Комісії КПУ у 1976—1979 роках.

## Життєпис
Народився 2 липня 1929 року у селі Кутелів Хутір (нині — с. Кутелів, Обухівського району, Київської області).
Освіта вища.
Член КПРС з 1956 року.
До 1962 року — 1-й секретар Гребінківського районного комітету КПУ Київської області.
У грудні 1962 — січні 1965 року — секретар партійного комітету Васильківського виробничого колгоспно-радгоспного управління Київської області.
У січні 1965 — червні 1967 року — 1-й секретар Васильківського районного комітету КПУ Київської області.
16 червня 1967 — 23 жовтня 1975 року — секретар Київського обласного комітету КПУ.
23 жовтня 1975 — 16 грудня 1978 року — 2-й секретар Київського обласного комітету КПУ.
Потім — на пенсії у місті Києві.

## Нагороди
- орден Леніна (31.12.1965);
- орден Трудового Червоного Прапора (.12.1977);
- ордени;
- медалі.